# En handelsresandes glöd
En handelsresandes glöd (franska: Les Galettes de Pont-Aven) är en fransk dramakomedi från 1975 i regi av Joël Séria.

## Rollista i urval
- Jean-Pierre Marielle - Henri Serin
- Bernard Fresson - Emile
- Claude Piéplu - M. Loyan, pilgrimen
- Martine Ferrière - pilgrimens syster
- Jeanne Goupil - Marie
- Dolores McDonough - Angela
- Romain Bouteille - kyrkoherden
- Dominique Lavanan - Marie Pape